# Embargo (película)
Embargo es una película de 2010 dirigida por el director de cine portugués António Ferreira que adapta el relato homónimo de José Saramago incluido en su obra Objecto Quase. Protagonizada por Filipe Costa, se rodó en Portugal durante el verano de 2009 y es una coproducción entre Portugal, España y Brasil.

## Breve ficha técnica
- Dirección: António Ferreira
- Producción: Persona Non Grata Pictures (Portugal)
- Coproducción: Vaca Films (España), Diler y Asociados (Brasil), Sofá Filmes (Portugal)
- Productores: Tathiani Sacilotto y António Ferreira
- Productores asociados: Borja Pena, Emma Lustres, Diler Trindade.
- Elenco: Filipe Costa, Cláudia Carvalho, Pedro Diogo, Fernando Taborda, José Raposo
- Argumento: Tiago Sousa, a partir del relato homónimo de José Saramago
- Fotografía: Paulo Castilho
- Dirección artística: Luísa Correia
- Música original: Luís Pedro Madeira
- Producción ejecutiva: Tathiani Sacilotto
- Duración: 80 min - Portugal/España/Brasil 2010